# Peter Drost (acteur)
Peter Drost is een Nederlands acteur, theatermaker en stemacteur. Hij is medeoprichter van Toneelschap Beumer & Drost.

## Biografie
Drost studeerde af aan de Toneelacademie van Maastricht en sloot zich daarna aan bij verschillende theatergezelschappen.

## Theater[1]
In de vroege jaren van zijn carrière speelde Drost in producties zoals De gek en de non (1981), Vrouwen van Troje (1984) en Romeo en Julia (1991).
Na gewerkt te hebben bij gezelschappen als De Paardenkathedraal en Theater van het Oosten richtte Drost samen met acteur Loek Beumer in 1997 het nieuwe toneelgezelschap Beumer & Drost op. Het gezelschap, gevestigd in Deventer, richt zich voornamelijk op familietheater met een focus op fantasie en humor. Als acteur en artistiek leider speelde hij onder andere in de voorstellingen Cowboys (1998), Moby Dick (2001), Verf (2007) en Brandweermannen (2014). Daarnaast is hij bij veel producties van Beumer & Drost betrokken als schrijver.
Naast zijn werk bij Beumer & Drost bleef Drost optreden bij andere gezelschappen. Zo was hij te zien in voorstellingen als Voor eeuwig van het Noord Nederlands Toneel (2013) en Het Pauperparadijs onder leiding van Tom de Ket (2015).
In 2024 en 2025 is Drost opnieuw te zien in Het Pauperparadijs. In 2025 speelt en schrijft hij tevens Plan B bij Beumer & Drost.

## Stemacteur[3]
Drost is als stemacteur actief sinds de jaren '90. Hij is de Nederlandse stem voor natuurdocumentaires van de BBC zoals Planet Earth, Frozen Planet, Life Story en Serengeti. Ook is zijn stem te horen in de Nederlandse nasynchronisatie van films zoals de Paddington-reeks (2015, 2017, 2024) en Pinocchio (2020).
Daarnaast spreekt hij voice-overs in voor commercials, audiotours voor musea waaronder Het Rembrandthuis en Museum Catharijneconvent, en luisterboeken zoals Sirenen van Jan Cremer en Jules Deelder: De zin van het leven ben jezelf van Anton Slotboom.

## Werk als stemacteur

### Films
- Paddington 1 - Personage: Henry Brown
- Paddington 2 - Personage: Henry Brown
- Paddington 3 - Personage: Henry Brown
- Pinocchio      - Personage: Vader Geppetto

### Series
- Planet Earth 1 (BBC)
- Planet Earth 2 (BBC)
- Life Story (BBC)
- Frozen Planet (BBC)
- Spy in the ocean

## Werk in theater
- Het Pauperparadijs
- Plan B (2025)
- Midsland, Oklahoma (2023)
- Alles is Dickens (2022)
- Het Ding (2021)
- Moord op de Wega (2020)

## Commercials
- Aleve
- Reaal rugby
- TV commercial Reaal: Leef je leven
- Made.com
- Avek kwaliteitsbedden
- Natuurhuisje.nl
- Tom de Ridder
- Saxobank
- Brood (Ode aan brood)